# Sam Lammers
Sam Adrianus Martinus Lammers (* 30. April 1997 in Tilburg) ist ein niederländischer Fußballspieler. Der Stürmer und ehemalige Juniorennationalspieler steht beim FC Twente Enschede unter Vertrag.

## Karriere

### Verein

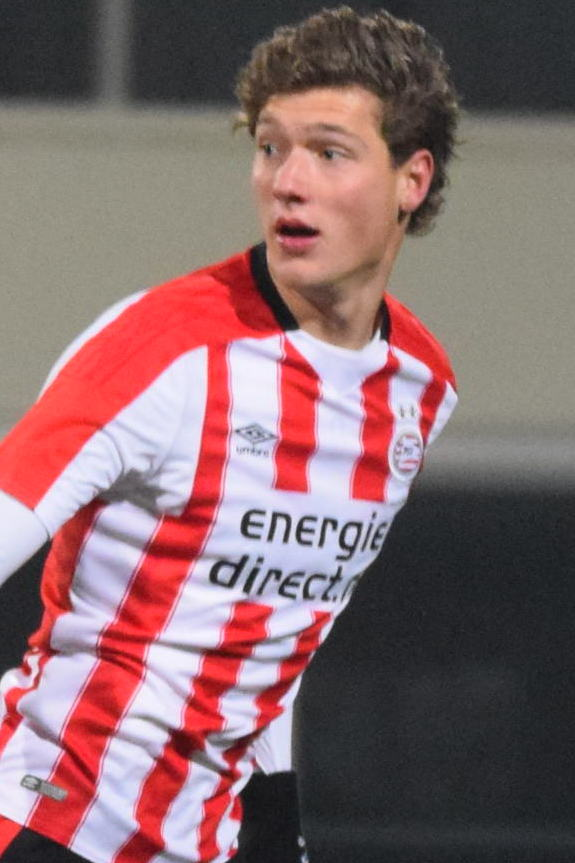
Sam Lammers (2016)

Sam Lammers wurde in Tilburg, einer Stadt mit rund 220.000 Einwohnern in der Provinz Noord-Brabant, geboren und begann im benachbarten Goirle mit dem Fußballspielen, als er VOAB beitrat. Später wechselte er in das Nachwuchsleistungszentrum von Willem II Tilburg, bevor er sich 2010 der PSV Eindhoven anschloss. Bei diesem Klub unterschrieb der Stürmer am 22. Juli 2015 seinen ersten Profivertrag. Am 15. Oktober 2016 gab er im Alter von 19 Jahren sein Debüt in der Eredivisie, als er beim 1:1 gegen Heracles Almelo kurz vor Schluss eingewechselt wurde. In der Saison 2016/17 sammelte der Niederländer hauptsächlich in der zweiten Mannschaft in der zweitklassigen Eerste Divisie Spielpraxis. In der Folgesaison kam er zu sieben Einsätzen für die erste Mannschaft und wurde mit PSV niederländischer Meister.
Zur Saison 2018/19 wechselte Lammers leihweise zum SC Heerenveen. Dort erkämpfte er sich einen Stammplatz und wurde dabei als Mittelstürmer eingesetzt, in 31 Spielen im Ligaalltag schoss er 16 Tore. Zur Spielzeit 2019/20 folgte die Rückkehr zur PSV, jedoch verpasste Lammers wegen einer Knieoperation den Großteil der Saison. Nachdem er sich auskuriert hatte, stand er bis zum Saisonabbruch, die aufgrund der COVID-19-Pandemie erfolgt war, in jeder Partie in der Startformation und schoss zwei Tore. Zur Saison 2020/21 wechselte Lammers nach Italien in die Serie A zu Atalanta Bergamo, wo er in seiner ersten Spielzeit nicht über die Rolle des Reservespielers hinaus kam und nur einmal in einem Pflichtspiel in der Startelf stand.
Ende August 2021, am letzten Tag der Transferperiode, wechselte Lammers für ein Jahr auf Leihbasis nach Deutschland zum Bundesligisten Eintracht Frankfurt. Anfangs noch neben Rafael Borré in einer Doppelspitze aufgeboten, hatte Lammers nach einer Systemumstellung auf einen Stürmer Mitte der Hinrunde das Nachsehen gegen den Kolumbianer und kam nicht über Kurzeinsätze hinaus. Wettbewerbsübergreifend erzielte er in der Saison 2 Tore in 22 Pflichtspielen und erreichte mit der Eintracht das Finale der Europa League, in dem sie sich am 18. Mai 2022 nach Elfmeterschießen gegen die Glasgow Rangers durchsetzte. Anschließend kehrte Lammers nach Bergamo zurück.
Noch vor den Beginn der Saison 2022/23 wurde Lammers an den FC Empoli verliehen. Nach 14 Ligaeinsätzen (ein Tor) wurde er Anfang Januar 2023 an den Ligakonkurrenten Sampdoria Genua weiterverliehen.
Im Juni 2023 unterschrieb er einen Vertrag über vier Jahre bei den Glasgow Rangers. Am 10. Januar 2024 wechselte Lammers auf Leihbasis bis zum Ende der Saison 2023/24 zum FC Utrecht in die Eredivisie. Lammers erzielte sein erstes Tor für Utrecht bei einem 5:0-Sieg gegen Fortuna Sittard. Anschließend zeigte Lammers eine beispiellose Form und erzielte in sieben aufeinanderfolgenden Spielen für Utrecht ein Tor, was einen Vereinsrekord in der Eredivisie darstellte. Lammers beendete seine Leihe bei Utrecht mit insgesamt elf Tore in zwanzig Ligaspielen. 
Am 26. Juli 2024 wechselte Lammers mit einem Dreijahresvertrag zum FC Twente Enschede.

### Nationalmannschaft
Sam Lammers absolvierte 14 Partien für die niederländische U19-Nationalmannschaft (10 Tore) und nahm mit dieser Altersklasse an der U19-Europameisterschaft 2016 in Deutschland teil, bei der man das Halbfinale erreichte. Nach fünf Einsätzen für die U20 kam er am 24. März 2017 beim 1:0-Sieg anlässlich eines Vier-Nationen-Turnieres in Spanien gegen Finnland zu seinem ersten Einsatz für die U21-Nationalmannschaft. Für die U21 schoss Lammers in elf Spielen drei Tore, jedoch verpassten die Niederlande die Qualifikation für die U21-Europameisterschaft 2019.

## Titel
PSV Eindhoven
- Niederländischer Meister: 2018

Eintracht Frankfurt
- Europa-League-Sieger: 2022